# 1912年10月10日日食
1912年10月10日日食是一次日全食，發生於协调世界时1912年10月10日。新月當天（即朔日），地球上觀測到月球和太阳的角距離極小，此時月球如果恰好在月球交點附近，穿過太阳和地球之間，與地球、太阳接近一直線，則會出現日食。月球本影接觸地表而使該區域完全得不到陽光，就會形成日全食，同時在本影兩側數千公里的半影範圍內遮擋部分陽光，形成日偏食。此次日全食經過了厄瓜多尔、哥伦比亚、秘鲁、巴西，日偏食則覆蓋了拉丁美洲大部分、非洲南部及周邊部分地區。

## 日食概況

### 出現區域
太平洋東部、平塔島西北約390公里的洋面在日出時最先看到日全食。隨後月球本影向東偏南移動，在厄瓜多尔北部海岸登上南美洲，斜貫南美洲後在巴西里約熱內盧州東南約590公里處達到最大食分。此後本影繼續向東南移動，不再經過任何陸地，斜貫南大西洋後逐漸轉向東，最終在日落時分結束於克羅澤群島西南約710公里的印度洋西南部洋面。
本影經過的陸地包括：
- ：自西北向東南貫穿埃斯梅拉达斯省北部，經過卡爾奇省除西北和東南部外的大部、因巴布拉省北部、苏昆比奥斯省北部；
- 哥伦比亚：經過納里尼奧省南部和普圖馬約省南部，自西北向東南斜貫亞馬遜省；
- 秘魯：洛雷托大區北端；
- 巴西：自西北向東南斜貫亚马孙州、馬托格羅索州、戈亞斯州、米納斯吉拉斯州西南部，經過聖保羅州東北角和東部、里約熱內盧州西部。[3][4]

除了狹窄的全食帶內能看見日全食之外，月球半影覆蓋範圍內都能看到日偏食，包括美国東南部、中美洲除墨西哥西半部外的大部、整個南美洲、非洲南部、南极洲靠近大西洋的約三分之二。

### 基本參數
- 類型：日全食
- 食甚中心處（位於巴西里約熱內盧州東南約590公里的南大西洋）資料：
  - 時間：1912年10月10日13:35:59.4
  - 地點：28°5.5′S 40°3.7′W / 28.0917°S 40.0617°W
  - 食分：1.0229（全食帶內最大）
  - 日全食持續時間：1分55.0秒

## 觀測
德國物理學家、數學家、天文學家約翰·喬治·馮·索爾德納在1801年發表的文章中計算了引力透镜效應的相關數值，阿尔伯特·爱因斯坦在1911年也計算了類似結果，並且提議用實驗驗證，而利用日全食時太阳被遮擋的機會觀察太阳周圍的恆星是當時唯一可行的方案。此後第一次日全食就是本次日食，除巴西本國之外，英国、法国、德国、阿根廷、智利等國都派觀測隊到了巴西，但由於日全食當天幾乎整個全食帶都下雨，各國觀測隊都失敗了。

## 相關的日食

### 1910-1913年的日食
月球交替位於相對的月球交點時，以半個交點年（食年），即約177天又4小時間隔出現下列日食。
| 升交點                                          | 升交點                  |          | 降交點                   | 降交點 |
| 沙羅周期                                        | 地圖                    | 沙羅周期 | 地圖                     |        |
| 117                                             | 1910年5月9日 全食       | 122      | 1910年11月2日 偏食（北） |        |
| 127                                             | 1911年4月28日 全食      | 132      | 1911年10月22日 環食      |        |
| 137                                             | 1912年4月17日 全環食    | 142      | 1912年10月10日 全食      |        |
| 147                                             | 1913年4月6日 偏食（北） | 152      | 1913年9月30日 偏食（南） |        |
| 註：1913年8月31日的日偏食屬於下一組交點年系列。 |                         |          |                          |        |

### 沙羅周期
沙羅周期長度為18年11天。本次日食屬於沙羅周期142，共包含72次日食，依次為1624年4月17日至1750年7月3日的8次日偏食、1768年7月14日的1次全環食（亦稱混合食）、1786年7月25日至2543年10月29日的43次日全食、2561年11月8日至2904年6月5日的20次日偏食，總共歷時1280.14年。其中最長的全食發生於2291年5月28日，共持續了6分34秒。
下表列舉了1901年至2100年間發生的屬於該周期的日食，是第17至27次：
| 17             | 18             | 19            |
| -------------- | -------------- | ------------- |
| 1912年10月10日 | 1930年10月21日 | 1948年11月1日 |
| 20             | 21             | 22            |
| 1966年11月12日 | 1984年11月22日 | 2002年12月4日 |
| 23             | 24             | 25            |
| 2020年12月14日 | 2038年12月26日 | 2057年1月5日  |
| 26             | 27             |               |
| 2075年1月16日  | 2093年1月27日  |               |

## 資料來源
1. ↑  樊忠玉. . 中国天文科普网.   [2016-04-05]. （原始内容存档于2014-09-17）.
2. 1 2  Fred Espenak. . NASA Eclipse Web Site.   [2016-04-05]. （原始内容存档于2016-03-04）.（英文）
3. ↑  Fred Espenak. . NASA Eclipse Web Site.   [2016-04-05]. （原始内容存档于2016-03-03）.（英文）
4. ↑  Xavier M. Jubier. .   [2016-04-05]. （原始内容存档于2017-03-27）.（法文）（英文）
5. ↑  Fred Espenak. . NASA Eclipse Web Site.   [2016-04-05]. （原始内容存档于2017-12-28）.（英文）
6. ↑  Helmut Hornung. . Phys.org. 2015-05-26  [2016-04-05]. （原始内容存档于2020-11-26）.（英文）
7. ↑   24 (145). 太平洋天文學會: 288–290. 1912-12  [2016-04-05]. （原始内容存档于2019-08-28）.（英文）
8. ↑  Fred Espenak. . NASA Eclipse Web Site.（英文）

## 外部連結
- NASA日食專頁（页面存档备份，存于）（英文）
- 可見區域圖和時間統計：由弗雷德·埃斯佩纳克做出的日食預報，NASA/GSFC
  - Google互動地圖呈現的日食範圍
  - 貝塞爾元素
- Google地圖顯示的日全食和日偏食範圍（页面存档备份，存于）（法文）（英文）

| \| \| 日食 \|                             |                               |                                          |
| 上一次日食： 1912年4月17日日食 （全環食） | 1912年10月10日日食 （日全食） | 下一次日食： 1913年4月6日日食 （日偏食） |
| 上一次日全食： 1911年4月28日日食          | 1912年10月10日日食 （日全食） | 下一次日全食： 1914年8月21日日食         |
|                                           | 日食                          |                                          |